# Will.i.am Music Group
will.i.am Music Group – wytwórnia muzyczna założona przez piosenkarza will.i.am z grupy Black Eyed Peas. Początkowo działała jako Interscope Records, jednak w 2003 roku została przeniesiona do A&M Records, a w 2007 ponownie powróciła do Interscope. Od 2020 roku wytwórnia jest dystrybuowana przez Epic Records. Oprócz will.i.am i Black Eyed Peas, umowę z wytwórnią podpisali inni znani artyści, tacy jak m.in. Fergie, Macy Gray, Cheryl oraz Sérgio Mendes.

## Aktualni artyści
- Black Eyed Peas
- will.i.am

## Byli artyści
- Macy Gray
- Fergie[1]
- Sérgio Mendes[1]
- LMFAO[2]
- Cheryl[3]
- Natalia Kills[4]
- 2NE1[5]
- Kelis[6]
- Paradiso Girls

## Lista albumów
O ile nie oznaczono, albumy z lat 1998–2003 oraz 2007-2018 zostały wydane przez Interscope Records, albumy z lat 2003–2007 zostały wydane przez A&M Records, a albumy od 2020 do dziś zostały wydane przez Epic Records.

### Black Eyed Peas
- 1998: Behind the Front
- 2000: Bridging the Gap
- 2003: Elephunk
- 2005: Monkey Business
- 2006: Renegotiations: The Remixes
- 2018: Masters of the Sun Vol. 1
- 2020: Translation (w połączeniu z BEP Music)
- 2022: Elevation (w połączeniu z BEP Music)

### will.i.am
- 2001: Lost Change (wydana przez BBE Records)
- 2003: Must B 21 (połowicznie wydana przez A&M)
- 2007: Songs About Girls
- 2013: willpower

### Fergie
- 2006: The Dutchess

### Sérgio Mendes
- 2006: Timeless (wydana przez Concord Records)
- 2008: Encanto (wydana przez Concord Records)

### Macy Gray
- 2007: Big (wydana przez Geffen Records)

### LMFAO
- 2009: Party Rock (w połączeniu z Cherrytree Records)
- 2011: Sorry for Party Rocking (w połączeniu z Cherrytree Records)

### Kelis
- 2010: Flesh Tone

### Natalia Kills
- 2011: Perfectionist (w połączeniu z Cherrytree Records and KonLive Distribution)
- 2013: Trouble (w połączeniu z Cherrytree Records)

### Utwory
- 2008: Madagascar: Escape 2 Africa with Hans Zimmer & will.i.am
- 2011: Rio with John Powell & Sérgio Mendes